# Boris Trajkovski
Boris Trajkovski (Monospitovo, 25 giugno 1956 – Mostar, 26 febbraio 2004) è stato un politico macedone.
È stato presidente della Repubblica di Macedonia dal dicembre 1999 fino alla morte.

## Biografia
Dopo aver studiato teologia negli Stati Uniti ed aver lasciato la Chiesa ortodossa, Trajkovski divenne ministro del movimento metodista.
Nelle elezioni presidenziali del 14 novembre 1999, che dovevano portare alla successione di Kiro Gligorov, Trajkovski riuscì a spuntarla su Tito Petkovski con un discreto margine (52% contro 45%). Tuttavia, la conferma del risultato elettorale si ebbe solo cinque giorni dopo, il 19 novembre, a causa di una disputa sorta sulla regolarità delle operazioni di voto. Fino alla risoluzione definitiva del contenzioso, che dette torto, solo un mese dopo, alla corrente di Petkovski, la carica fu retta in via provvisoria dal presidente del Parlamento Savo Klimovski.
Durante la sua presidenza, Traikovski ha dovuto confrontarsi più di ogni altro capo di Stato balcanico - ma con esiti non sempre soddisfacenti, a detta degli osservatori - con il problema delle tensioni etniche. Sebbene sia stato considerato un moderato aperto al dialogo sul tema della convivenza fra le diverse etnie, nel 2001 ha dovuto fronteggiare un'insurrezione della componente albanese, i cui sviluppi hanno attirato l'attenzione dell'opinione pubblica internazionale per molti mesi.
Trajkovski è morto il 26 febbraio 2004 in un incidente di volo, occorso al suo aereo mentre viaggiava sulla rotta verso la Bosnia, dove il presidente macedone era atteso per una conferenza economica. Persi i contatti radio, il velivolo, con a bordo Traikovski e altre otto persone, si è schiantato, probabilmente a causa delle cattive condizioni meteorologiche, in una zona montuosa della Bosnia sud-orientale, nei pressi della città di Pitulja, a circa 32 km da Mostar.